# Петар Занев
Петар Димитров Занев (болг. Петър Димитров Занев, нар. 18 жовтня 1985, Копривлен) — болгарський футболіст, захисник. Виступав у складі національної збірної Болгарії.

## Клубна кар'єра

### «Пірін»

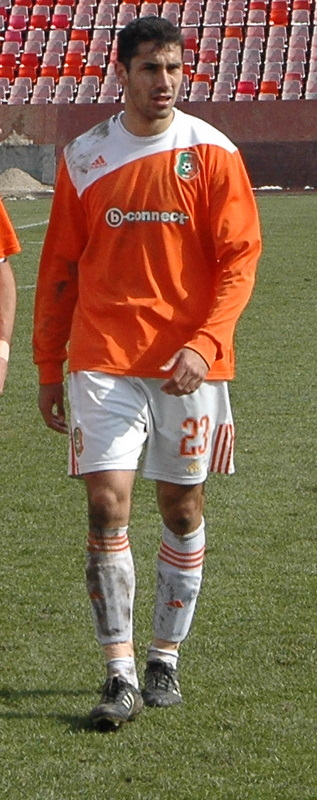
Петар Занев у складі «Літекса». 2009 рік.

Петар Занев народився у місті Копривлен. У віці 14 років розпочав займатись у футбольній школі «Септемврі» (Сімітлі), де його тренером був Петр Цвєтков, який використовував провідні методики відомих своїми вихованцями футбольних шкіл Нідерландів. У 2002 році футбольна школа переїхала до міста Благоєвград, де у віці 17 років Занев дебютував у дорослому футболі у складі місцевої команди «Пірін».
Через півтора року команда з Благоєвграда вийшла до елітного дивізіону Болгарії — групи А. В матчах за «Пірін» молодого та перспективного захисника помітив один з топ-клубів Болгарії — «Літекс» (Ловеч), який наприкінці 2005 року уклав з футболістом контракт. Перший матч за нову команду Занев зіграв проти свого першого клубу — «Піріна» у квітні 2006 року.

### «Літекс» та оренди
Літом 2007 року Занев на правах оренди переходить до іспанського клубу «Сельта Віго», який на той час очолював відомий в минулому болгарський футболіст, а наразі тренер — Христо Стоїчков. Перед тим Стоічков очолював збірну Болгарії і був добре знайомий із здібностями Занева, що дебютував за збірну саме під його керівництвом. Занев поступово вливався в основний склад «Сельти», але Стоічкова на посаді головного тренера змінив іспанець Хуан Рамон Лопес Каро. При ньому болгарські гравці Занев та Владимир Манчев, запрошені колишнім тренером уже не мали кредиту довіри, тому Занев був відправлений в оренду до іншого іспанського клубу «Расінга». Там він у статусі основного дограв сезон, після чого повернувся на Батьківщину. Наступні два сезони у «Літексі» стали надзвичайно успішними для гравця. Занев виграв усі національні трофеї: чемпіонат, кубок та суперкубок Болгарії, а в 2011 році отримав приз «Улюбленець фанатів».

### «Волинь»
До складу клубу «Волинь» приєднався 9 липня 2012 року. Протягом наступного сезону встиг відіграти за луцьку команду 22 матчі в національному чемпіонаті та два у Кубку країни, післяч ого через фінансові проблеми отримав статус вільного агента.

### Виступи у Росії

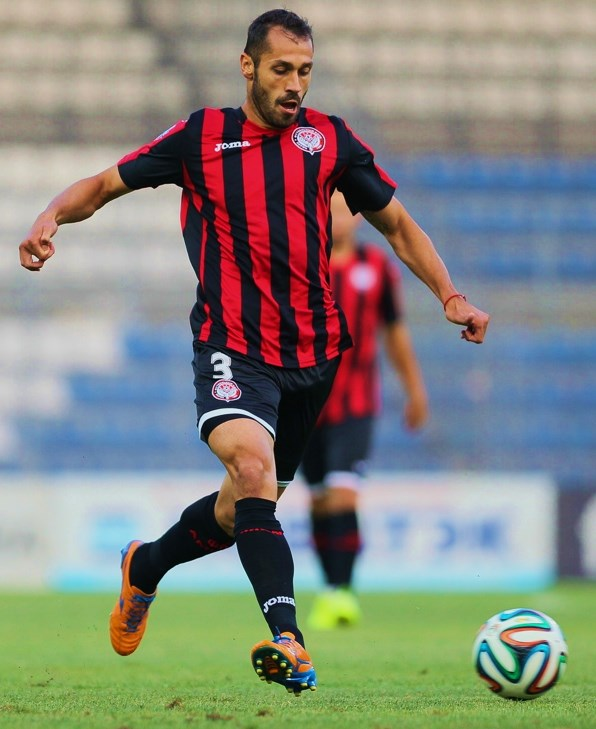
Петар Занев у складі «Амкара». 2014 рік.

У червні 2013 року перейшов до російського «Амкара». Його початок у команді був важким через травму, через яку він вибув на дев'ять місяців. Після цього він став основним гравцем і 18 вересня 2017 року в 10-му турі з «Локомотивом» зіграв сотий матч у складі «Амкара» у РПЛ. Загалом провів за команду у цьому турнірі 115 матчів і забив 2 голи.
25 червня 2018 року, після банкрутства «Амкара» і зняття з чемпіонату Занев підписав контракт з іншим російським клубом «Єнісей». 3 квітня 2019 року на офіційному сайті клубу було оголошено про те, що Петро Занєв розірвав угоду з клубом. Причиною його відходу стало невдоволення методами роботи головного тренера Дмитра Аленічева.

### Повернення на батьківщину і завершення кар'єри
Відразу після повернення до Болгарії почав тренуватися з командою ЦСКА (Софія), з якою підписав контракт 29 травня 2019 року. Дебютував за армійців у переможному матчі над чорногорським «Тітоградом» (4:0) 9 липня 2019 року і незабаром був призначений капітаном команди. Дебютним голом відзначився 30 жовтня 2019 року в матчі проти «Етира» (4:0). З командою став володарем Кубка Болгарії сезону 2020/21, після чого залишив ЦСКА наприкінці травня 2021 року після закінчення контракту.
У середині 2021 року захисник повернувся до рідного «Пірін» з Благоєвграда, де провів ще півтора роки. У січні 2023 року Занев завершив кар'єру у віці тридцяти семи років.

## Виступи за збірну

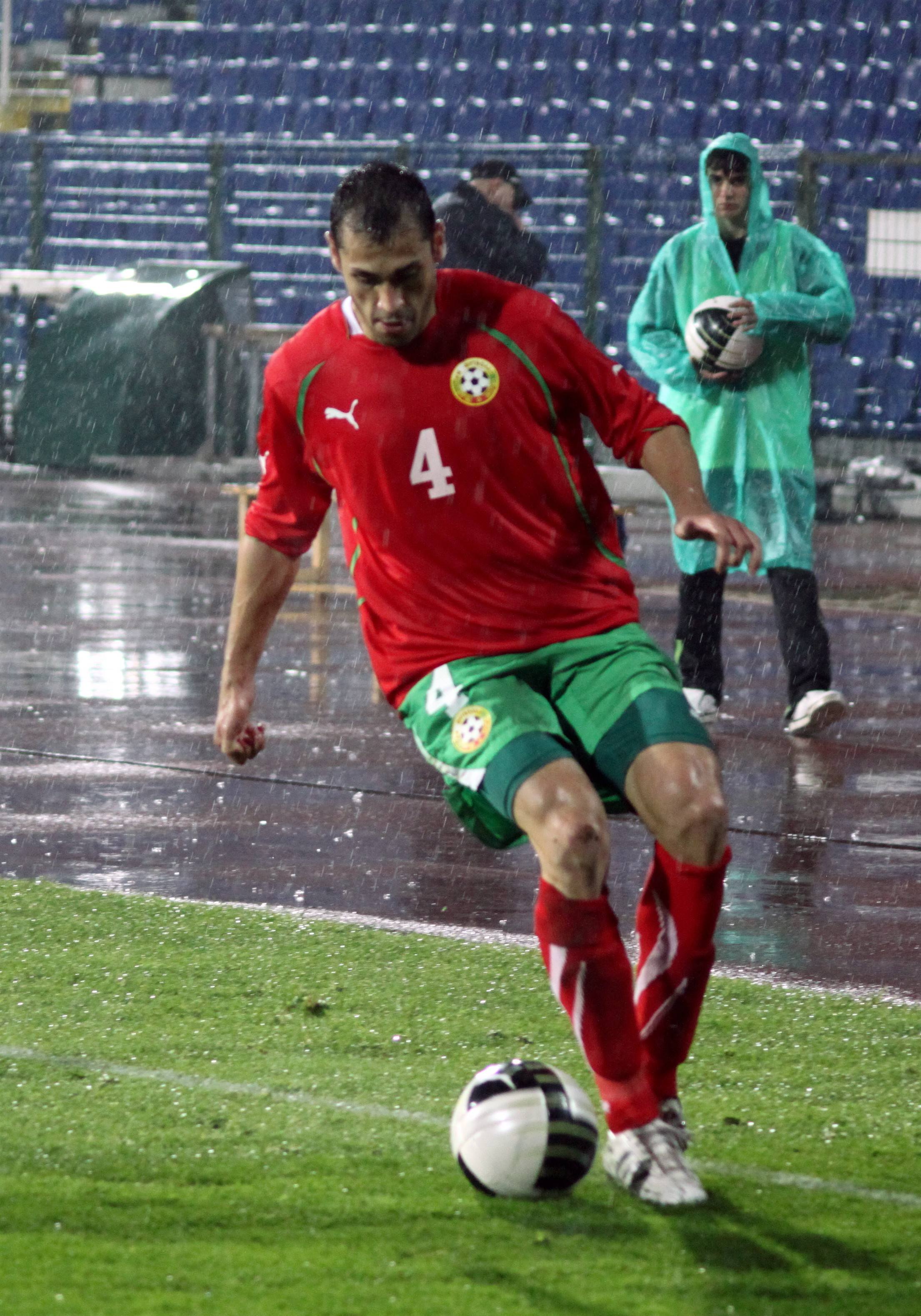
Петар Занев у збірній Болгарії. 2010 рік.

15 листопада 2006 року дебютував в офіційних матчах у складі національної збірної Болгарії в товариській грі проти збірної Словаччини, який завершився поразкою болгар з рахунком 1:3.
Всього провів у формі головної команди країни 46 матчів.

## Досягнення
- Чемпіон Болгарії (2):

«Литекс»: 2009-10, 2010-11
- Володар Кубка Болгарії (2):

«Литекс»: 2008-09
ЦСКА (Софія): 2020-21
- Володар Суперкубка Болгарії (1):

«Литекс»: 2010